# Ponte Maurício de Nassau
A Ponte Maurício de Nassau localiza-se na cidade do Recife e interliga os bairros do Recife e Santo Antônio. Foi a primeira ponte de grande porte do Brasil.

## História
O projeto da ponte teve início em meados de 1630, mas recebia pressão de importantes empreendedores que tinham sua renda focada na interligação da ilha com o resto da cidade. A ilha seguia superlotada e seus terrenos começavam a desvalorizar. A lentidão no transporte e a falta de água na ilha deram a força necessária para o projeto prosseguir. Oito anos depois, iniciou-se os estudos para dar início a construção. Em 1630, o então Conde de Nassau ordenou a construção de um pilar de pedra com 12 metros de comprimento para analisar a força da correnteza e demonstrar publicamente seu interesse na construção da ponte. Em 1641 abriu-se edital para convocar construtores interessados.
Venceu a concorrência o judeu e arquiteto Baltazar de Affonseca, assegurando que terminaria a ponte dentro de um prazo de dois anos. Em 1642 iniciou-se a obra, já com quinze pilares construídos. Mas logo no ano seguinte a obra teve de ser paralisada. Com medo de ser humilhado, o Conde de Nassau toma a frente da construção e investe dinheiro próprio no projeto. Faltando ainda dez pilares de pedra e o orçamento estourado, o conde resolve usar madeira resistente à água ao invés de pedra. A ponte é então inaugurada em 28 de fevereiro de 1644 com o nome de Ponte do Recife. Parte em pedra, parte em madeira, a Ponte do Recife tinha o dobro do tamanho da atual indo do atual cruzamento da Av. Marquês de Olinda com a rua Madre de Deus até o atual cruzamento das ruas 1° de Março e Imperador D. Pedro II. Ganhando o título de primeira ponte de seu porte do Brasil. E, por ainda estar em funcionamento, é a mais antiga.
Nas suas extremidades foram construídos dois arcos por ordem do Conde de Nassau, dos quais um deles tinha porta que podia se fechar. O que ficava do lado do Bairro do Recife chama-se Arco da Conceição e o que ficava na outra extremidade, Arco de Santo Antônio. A ponte tinha uma parte levadiça, responsável por um acidente que derrubou cerca de dezesseis pessoas no Rio Capibaribe. Em 1683 a ponte passa por sua primeira reforma, mas ainda mantem os dois arcos de pedra. Em 1742 acontece uma reforma ainda maior remodelando a ponte, mas ainda aproveitando os pilares de pedra e madeira. Os arcos são também reformados e recebem as imagens dos santos católicos que dão o nome de cada um. Também é construída ua série de pequenos estabelecimentos comerciais, provavelmente para, junto com um também provável pedágio, custear a manutenção da ponte.
Mesmo com várias reformas entre os anos de 1683 e 1742 a estrutura precária não aguenta e cede em 5 de Outubro de 1815. Uma nova ponte começou a ser construída, agora de ferro. Foi inaugurada em 7 de Setembro de 1865 recebendo o nome de Ponte 7 de Setembro. Mais elegante, mais larga e forte, porem o material mal escolhido foi rapidamente corroído pela ferrugem. Ainda assim detinha os dois arcos, porem, por conta do transito, ordenou-se a demolição de ambos, o da Conceição, em 1913, e o de Santo Antônio em 1917. Só foi em 18 de Dezembro de 1917, cento e oitenta e sete anos depois, que inaugurou-se a Ponte Maurício de Nassau, homenageando o seu construtor. Em 30 de março de 1920 Manuel Borba responsável por uma das últimas grandes reformas, troca todo o calçamento da ponte e encomenda as quatro estátuas de bronze de três metros de altura da Fundição Val d'Ornes, na França dando à ponte o aspecto geral que têm hoje.
- 1642-1861: Ponte do Recife
- 1861-1917: Ponte 7 de setembro

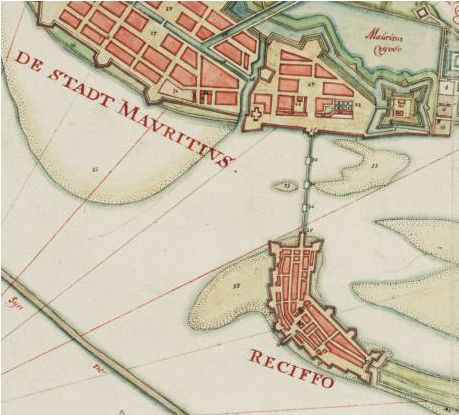
Mapa holandês de 1665 mostrando a ponte original, antecessora da atual, que ligava o Recife (Reciffo) à Cidade Maurícia (Stadt Mauritius).

- 1917- atual: Ponte Maurício de Nassau.

### Boi Voador
Antes da inauguração da Ponte do Recife, atual Ponte Mauricio de Nassau, o Conde de Nassau divulgou amplamente que na inauguração da ponte faria um Boi Voar. A ideia era ter um público grande e arrecadar uma boa quantia em dinheiro com a cobrança dos pedágios, para tentar amenizar o rombo no orçamento no projeto.
Com o público enorme e curioso pagando pedágios, o Conde de Nassau finalmente fez o que prometia. Com um mecanismo de cordas e roldanas, fez um boi empalhado passar de um lado da ponte para o outro. O evento rendeu vinte mil e oitocentos florins, não pagando cada pessoa mais que duas placas à ida, e duas à vinda.

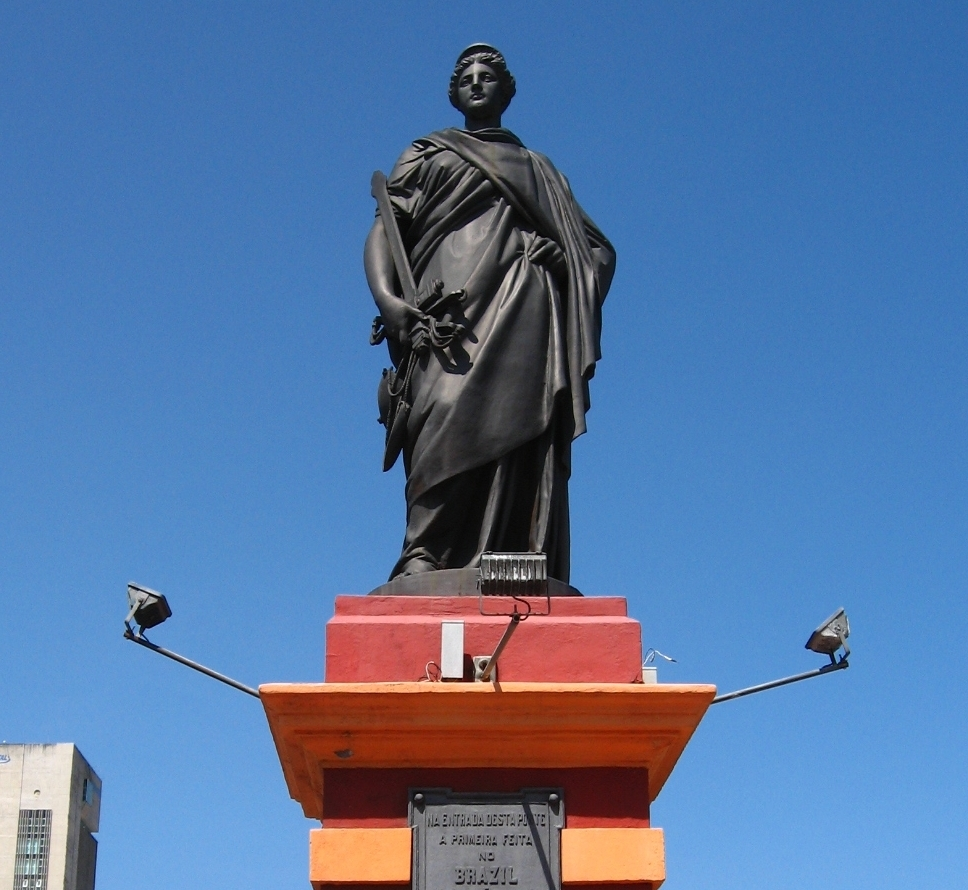
Estátua da Justiça da Ponte Maurício de Nassau, do escultor Albert-Ernest Carrier-Belleuse

## Obras de arte
A ponte conta com cinco estatuas ao todo, quatro delas sobre pilares nas extremidades em ferro fundido e uma no meio da ponte em concreto, à altura do transeunte. Também se encontram nove brasões de Pernambuco e duas placas. Todos estes objetos são em ferro fundido, confeccionados na Fundição Val d'Osne em 1917, exceto a estatua do poeta, que é em concreto armado polido  
As placas foram colocadas pelo Instituto Arqueológico, Histórico e Geográfico Pernambucano e dizem:
| “ | Na entrada desta ponte, a primeira feita no Brasil e levantada neste local por Maurício de Nassau, o fundador da cidade, existiu o arco da Conceição, com uma das portas que se fechava, edificada em 1645 e demolida em 1913, por exigência do trânsito. | ” |

As estátuas ali colocadas são:
- A deusa Sabedoria, também conhecida como Atenas ou Pallas Atenas na Grécia Antiga e como Minerva, em Roma. A estatua é uma réplica da Atena de Velletri. Encontra-se em posição de discurso. Tem sobre a cabeça um Elmo de Corinto e a égide em volta do pescoço.[7]
- A deusa Agricultura, também conhecida como Deméter-Ceres, padroeira dos campos cultivados. Escultura de Mathurin Moreau e chama-se Cérès-Déméter (l’Agriculture). Trás na mão um ramo de trigo e coroada com um ramo de vinhedo e uma pequena torre no topo da cabeça.[8]
- A deusa Comércio, personificação feminina de Hermes, na cultura grega e Mércurio, na romana. A escultura é de Albert-Ernest Carrier-Belleuse e chama-se Le Commerce. Ela segura um caduceu, um saco de mercadorias e um canhão aos seus pés. É coroada com oito torres, denotando a Capital de Estado.[9][10]
- A deusa Justiça, conhecida como Têmis, na mitologia grega. A escultura é de Albert-Ernest Carrier-Belleuse. Esta representação não utiliza a típica venda. Mas leva consigo, debaixo do braço direito, a balança e uma espada embainhada.[11]
- No meio da ponte encontra-se a estatua do poeta Joaquim Cardoso, em tamanho real à altura do pedestre. A escultura de Demetrio Albuquerque faz parte do Circuito da Poesia, um projeto que reúne doze esculturas retratando poetas, pelo Recife.[12]

Atualmente a ponte serve ao trânsito de carros e interliga a Avenida Marquês de Olinda à Rua Primeiro de Março.